# Дуда-Грач, Ежи
Ежи Дуда-Грач (пол. Jerzy Duda-Gracz; 20 марта 1941, Ченстохова — 5 ноября 2004, Лагов, Свебодзинский повят) — польский живописец, график, театральный художник.

## Биография
Учился на графическом факультете катовицкого филиала Краковской академии изобразительных искусств (среди его учителей можно упомянуть Эдварда Месяша). Получил диплом в 1968 году и остался в Академии в качестве преподавателя. Позднее преподавал в Европейской академии искусств в Варшаве (1992—2001), а затем в Силезском университете в Катовице. Всю жизнь был связан с Верхней Силезией.
Умер 5 ноября 2004 года и был похоронен на кладбище в городе Катовице.

## Творчество
Творчество Дуды-Грача тяготеет к карикатуре и сентиментализму. В его картинах отражается серый пейзаж индустриальной земли. Он изображал своих моделей без прикрас: сварливыми, неряшливыми, иногда пьяными, но также и смелыми, мужественными, даже героическими. Критик Кшиштоф Теодор Теплиц увидел в творчестве Дуды-Грача влияние Питера Брейгеля Старшего.
Типичной для его творчества является картина «Всадники Апокалипсиса, или Халтура» (1977). Три бетонщика, небритые, в запачканных резиновых сапогах и порванных ватниках, тянут куда-то бетономешалку. Изображённая на переднем плане сцена напоминает «тройки» из российских картин XIX века или берлинскую квадригу. Столкновение банальности темы с шуточным пафосом изображения является типичным для картин Дуды-Грача.
Критики полагают, что его творчество явилось протестом против глупости, жадности, бытовой бессмыслицы.
Особняком в творчестве Дуды-Грача стоит масштабный (около 300 работ) цикл произведений, посвящённых Фридерику Шопену и созданных в 1999—2003 гг. Цикл был впервые представлен на Всемирной выставке 2005 г. в Нагое (Япония).
Художник обозначал свои произведения порядковыми номерами, что помогает идентифицировать подделки.